# Сребърни пластинки към ордена Железен кръст
Сребърни пластинки към ордена Железен кръст (на немски: Spange zum Eisernen Kreuz) са две метални пластинки-медал прикрепящи се към лентата на Железния кръст.

### Галерия
- EK II 1914, с пластинка 1939
- EK I 1914, с пластинка 1939